# ساعت صفر (۱۹۴۵)

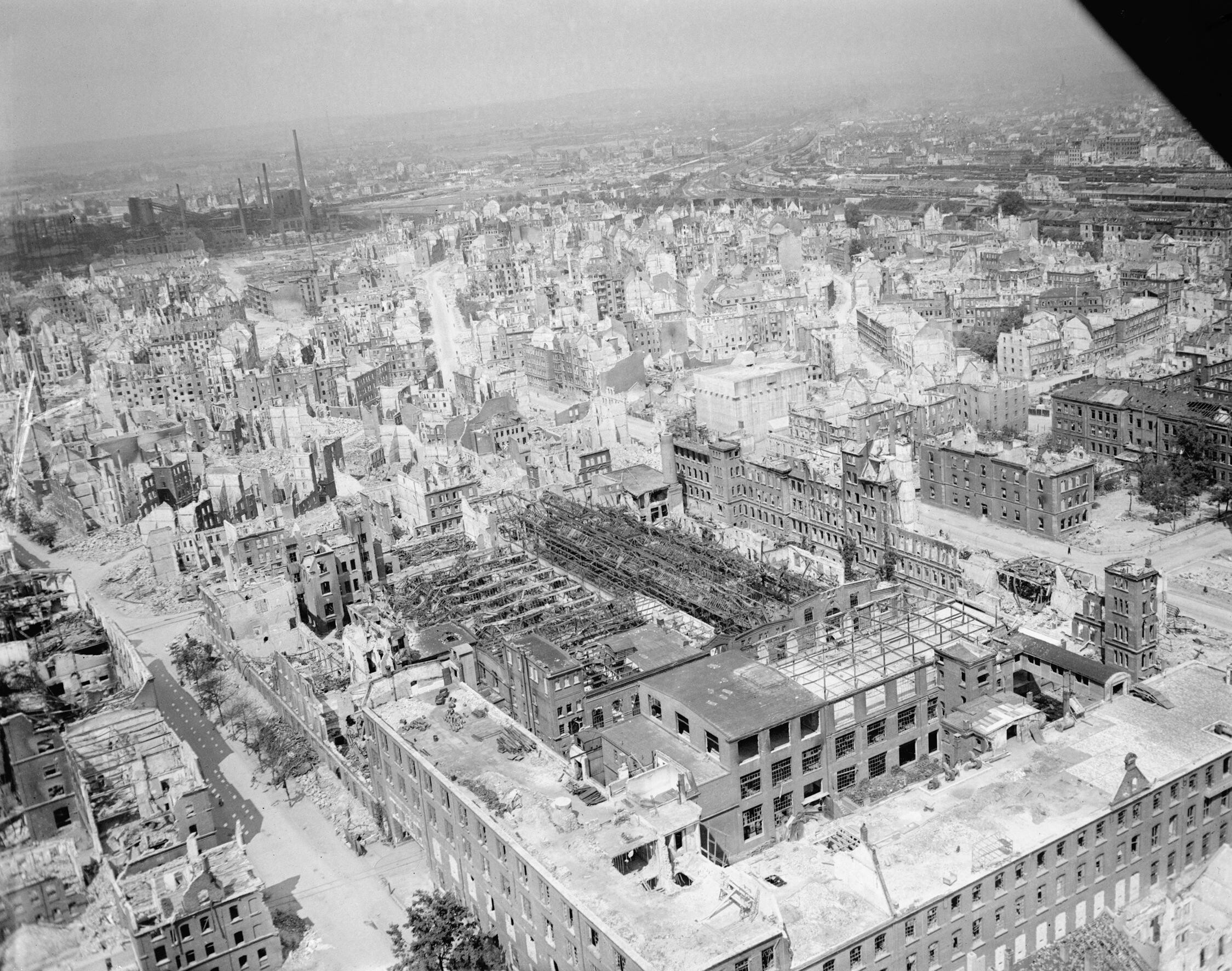
ساختمان‌های ویران‌شده در نورنبرگ، مهٔ ۱۹۴۵

ساعت صفر (آلمانی: Stunde Null، تلفظ [ˈʃtʊndə nʊl]) اصطلاحی است که به کاپیتولاسیون در نیمه‌شب ۸ مهٔ ۱۹۴۵ و هفته‌های بلافاصله پس از آن در آلمان اشاره دارد. برنامه‌های سیاسی آدولف هیتلر، رهبر آلمان نازی، یک جنگ جهانی به بار آورد و اروپای شرقی و مرکزی را ویران و فرسوده به جا گذاشت. آلمان پس از شکست در این جنگ، ویرانی سراسری را تجربه کرد که باعث شد پایان جنگ جهانی دوم را ساعت صفر در آن کشور لقب دهند. این اصطلاح نشان‌دهندهٔ پایان جنگ جهانی دوم در اروپا و آغاز آلمان جدیدِ غیر نازی بود. ساعت صفر تا حدودی تلاشی از سوی آلمان برای جدا کردن خود از نازی‌ها بود. متفقین که آلمان را اشغال کرده بودند، فرایند نازی‌زدایی را پیش بردند.
این اصطلاح به معنای «عدم پیروی بدونِ قید و شرط از گذشته و آغاز جدید رادیکال» یا «حذف کامل سنت‌ها و رسوم قدیمی» است. مردم در آن زمان در کشوری ویران‌شده زندگی می‌کردند؛ تقریباً ۸۰ درصد از زیرساخت‌های آن نیاز به تعمیر یا نوسازی داشت. پس از آن آلمان وارد دورهٔ جدیدی از تاریخ شد.